# Ryan Michelle Bathe
Ryan Michelle Bathe (Saint Louis (Missouri), 27 juli 1976) is een Amerikaans actrice.

## Biografie
Bathe werd geboren in Saint Louis (Missouri) en groeide op in Stamford (Connecticut). Zij studeerde af aan de Stanford-universiteit in Stanford (Californië) en haalde haar master of fine arts aan de New York-universiteit in New York.
Bathe begon in 2001 met acteren in de televisieserie The Education of Max Bickford, hierna speelde zij nog meerdere rollen in televisieseries en films.
Bathe is in 2007 getrouwd met acteur Sterling K. Brown.

## Filmografie

### Films
Uitgezonderd korte films.
- 2023 Boy in the Walls - als Alisa Jensen
- 2020 Sylvie's Love - als Kate Spencer
- 2018 Steps - als Genevieve
- 2017 Linda from HR - als Sierra
- 2015 Romantically Speaking - als Krista
- 2012 One for the Money – als Jackie
- 2010 Celeste Bright – als Celeste Bright
- 2008 Leaving Barstow – als Jenny
- 2007 April Moon – als Michelle
- 2007 All About Us – als Stacey Brown
- 2006 Pink Collar – als Alix
- 2005 Lackawanna Blues – als gaste op feest van Nancy
- 2004 Brother to Brother – als vrouw in klaslokaal
- 2003 Good Fences – als Stormy

### Televisieseries
Uitgezonderd eenmalige gastrollen.
- 2020-2023 All Rise - als Rachel Audubon - 19 afl.
- 2022-2023 Eureka! - als Sierra - 5 afl.
- 2022 The Endgame - als Val Turner - 10 afl.
- 2019-2021 The First Wives Club - als Ari Montgomery - 17 afl.
- 2019 Timeline - als mrs. Sklar - 7 afl.
- 2018 The Rookie - als rechercheur Paige - 2 afl.
- 2016-2018 This Is Us - als Yvette - 4 afl.
- 2018 Every Other Weekend - als Ryan - 4 afl.
- 2018 Empire - als Celeste - 3 afl.
- 2016 Guidance - als dr. Rhonda Bartlett - 2 afl.
- 2012 Army Wives – als Charlie – 11 afl.
- 2011 Retired at 35 – als Jessica Sanders – 10 afl.
- 2009-2011 Trauma – als Sela Boone – 9 afl.
- 2004-2007 Girlfriends – als Traci Blackwell / Becky – 2 afl.
- 2007 Brothers & Sisters – als Noreen – 2 afl.
- 2005-2006 Boston Legal – als Sara Holt – 16 afl.

- International Standard Name Identifier: 0000 0000 9029 1999
- Library of Congress Control Number: no2010175140
- MusicBrainz: ea7d399c-64a4-4d79-8bfd-ae6ac572abd6
- Virtual International Authority File: 131784483
- WorldCat: E39PBJcKMWyBdCTVy6RwWgPmh3